# Erpice saraceno
In araldica l'erpice saraceno (in francese herse sarrazine) è rappresentato generalmente composto da sei traverse di legno, unite a formare un quadrato con una croce interna, con delle punte metalliche rivolte verso l'alto. Talora compare costituito da sole quattro traverse in forma di triangolo con una delle traverse parallela alla base.

D'azzurro, all'erpice saraceno d'argento cimato da un gallo d'oro, accostato da due falcetti da vignaiolo addossati d'argento e manicati d'oro (Galluis, francia)
D'oro alla fascia ondata alzata d'azzurro, all'erpice saraceno di rosso attraversante sul tutto (Erbéviller-sur-Amezule, Francia)